# 조문명 초상
조문명 초상(趙文命肖像)은 서울특별시 서대문구 이화여자대학교박물관에 있는 조선시대의 초상화이다. 2017년 12월 7일 서울특별시의 유형문화재 제419호로 지정되었다.

## 개요
조문명(趙文命, 1680-1732)의 본관은 풍양, 호는 학암(鶴巖)이다. 1728년 이인좌, 정희량 등이 주도하여 발생한 무신란의 진압에 공을 세워 분무공신(奮武功臣) 2등에 녹훈되어 풍릉군(豐陵君)에 책봉되고 병조판서가 되었다. 이후 대제학 이조판서를 거쳐 우의정, 좌의정에까지 이르렀다.
이 작품은 오사모에 단령을 입고 두 손을 소매 속에 모아 잡은 채 교의에 앉아 있는 전신좌상이다. 배경은 생략되었으며 바닥에는 아무것도 깔려있지 않다. 교의에는 표피가 덮여 있고, 두 발은 족좌 위에 놓았다. 쌍학흉배와 삽금대를 착용하고 있다. 등신대의 인물을 실감나게 표현했으며 전체적으로 매우 정교하게 묘사했다.
화면 우측 상단에 “英祖朝 左議政豐陵府院君鶴巖趙公眞 諱文命字叔章 諡文忠”을 중간에 “兵曹判書時作”이라 적었는데, 후대에 어설픈 솜씨로 쓴 것이다. 상축 뒷면에는 묵서로 “諡文忠”이라고 단정하게 적혀있다. 얼굴의 묘사로 미루어 볼 때 분무공신으로 녹훈되었을 때의 모습을 그린 것으로 추정된다.
유소는 망실되어 붉은 색 끈만 남아 있다. 장황은 전체적으로 원래의 모습을 유지하고 있다. 전반적으로 족자가 다소 낡았지만 화면의 상태는 양호하다. 다른 분무공신의 경우 반신상 및 초상화를 보관했던 주칠 목함이 함께 전해지는 경우가 종종 있지만, 이 작품은 초상화 1축만 소장되어 있다.
족자로 꾸민 초상화의 네 변에는 미색 바탕에 당초화문이 직조된 비단을 붙였고, 상·하회장에는 연화당초문이 들어간 남색비단으로 장황하였다. 현재의 장황은 1728년 경 분무공신상을 제작할 당시에 만든 것으로 추측된다. 보물 제1927호로 지정된 <박동형 초상>의 장황과 비교해 보면 <조문명 초상>의 네 변과 상·하회장의 문양, 색감, 비례 등 유사점이 많다. 약 290년 전 당시에 만든 표장을 그대로 간직하고 있는 사례이며, 이는 <조문명 초상>을 분무공신상으로 추정하는 근거가 될 것이다. 다른 분무공신인 김중만(金重萬) 초상(보물 제715호), 오명항(吳命恒) 초상(보물 제1177호), 박문수(朴文秀) 초상(보물 제 1189호), 박동형(朴東亨) 초상(보물 제1927호) 등과 인물표현의 도상과 양식, 장황의 방식에 있어서의 모두 일치한다. 조선시대 마지막 공신인 분무공신으로 녹훈될 때 제작되었을 가능성이 매우 높다. 다만 오명항 초상의 사례에서 보듯이 정본을 그린 후 바로 이모본을 제작한 경우도 있을 수 있다.
조선시대 초상화의 높은 수준을 유감없이 보여주는 18세기 전반기의 작품이다.

## 참고 문헌
- 조문명 초상 - 국가유산청 국가유산포털